# Cryptomator
Cryptomator ist eine freie Software zur cloud-optimierten verschlüsselten Speicherung von Dateien. Diese können dann mit einem Cloud-Anbieter wie Dropbox synchronisiert werden, ohne dass der Anbieter die Daten im Klartext lesen kann.

## Funktionsweise
Cryptomator funktioniert mit jeder Cloud, die mit einem Ordner im Dateisystem synchronisiert werden kann.
Die Dateien befinden sich in der Desktop-Variante in einem Tresor auf einem virtuellen Laufwerk. Dadurch kann auf sie über das Dateisystem des Betriebssystems zugegriffen werden. Die verschlüsselten Dateien werden von Cryptomator in einem Ordner gespeichert, der mit einer Cloud synchronisiert wird. Das kann zum Beispiel ein Ordner von Dropbox oder OneDrive sein. Dadurch kann man auf seinem Computer ganz normal auf die Dateien zugreifen, aber der Cloud-Anbieter hat keinen Zugriff auf die unverschlüsselten Dateien. Im Gegensatz zu anderen Verschlüsselungsprogrammen wie VeraCrypt speichert Cryptomator die Dateien nicht in einer großen Containerdatei, sondern in einzelnen Dateien. Dadurch können sie dann einfacher mit einer Cloud synchronisiert werden; es muss nicht bei jeder Änderung der gesamte Datenbestand des Tresors neu hochgeladen werden.

## Geschichte
Sebastian Stenzel hat Cryptomator, ursprünglich unter dem Namen Open Cloud Encryptor, zunächst aus Eigenbedarf entwickelt, da er mit bestehenden Verschlüsselungslösungen nicht zufrieden war.
Der erste Commit im Git-Repository stammt vom 2. Februar 2014. Am 30. November 2014 wurde die erste Beta-Version veröffentlicht. Die erste Vollversion für macOS wurde am 9. März 2016 veröffentlicht, die Vollversionen für Windows und Linux folgten einige Tage später.
| Nummer | Veröffentlichungsdatum | Neuerungen |
| ------ | ---------------------- | --- |
| 1.0.0  | 9. März 2016           | Erster öffentlicher Release, zunächst für macOS, später auch für Windows und Linux |
| 1.1.0  | 25. Mai 2016           | Erkennung von Synchronisations-Konflikten sowie Passwortstärkeindikator |
| 1.2.0  | 19. September 2016     | Möglichkeit zur Speicherung des Passworts im Betriebssystem-Schlüsselbund (auf Windows und macOS) |
| 1.3.0  | 1. Juli 2017           | Modularisierung des Projekts, Ausgliederung kryptographischer Aspekte in separate Bibliotheken, die im Zuge von Whitelabels auch auditiert wurden |
| 1.4.0  | 12. April 2019         | FUSE- (Mac/Linux) und Dokany-Unterstützung (Windows) als Alternative zum bisher verwendeten WebDAV (welches auf allen Betriebssystemen unterstützt wird) |
| 1.5.0  | 16. April 2020         | Neue Benutzeroberfläche, Dark Mode |
| 1.6.0  | 19. Oktober 2021       | Automatisches Sperren von Tresoren, Funktion um Tresore auf strukturelle Fehler zu untersuchen, eine Plugin-API, die Möglichkeit den Hauptschlüssel außerhalb des Tresors zu speichern sowie der Einsatz neuer, signierter Tresorkonfigurationsdateien                                                  |
| 1.7.0  | 1. März 2023           | Funktionalität um einzelne verschlüsselte Dateien zu finden, experimentelle Unterstützung für FUSE-T, Überarbeitung der Laufwerkstypen, Flatpak- und PPA-Builds für Linux AArch64, standardmäßige Nutzung von AES-GCM anstelle von AES-CTR+HMAC für die Verschlüsselung von Dateiinhalten neuer Tresore |
| 1.8.0  | 25. April 2023         | Möglichkeit, um „Cryptomator-Hub“-Tresore zu lokalen Tresoren zu konvertieren |
| 1.9.0  | 30. Mai 2023           | Verbesserung beim automatischen Entsperren |
| 1.10.0 | 11. September 2023     | Erweiterte Einstellungsmöglichkeiten bei der Tresor-Erstellung, verbesserte Benachrichtigungsfeld-Unterstützung unter Linux, AppImage-Builds für AArch64 Linux |
| 1.11.0 | 8. November 2023       | Diverse Verbesserungen |
| 1.12.0 | 6. Februar 2024        | Verbesserungen für „Cryptomator-Hub“ |
| 1.13.0 | 26. Juni 2024          | Entfernung von Dokany |
| 1.14.0 | 17. September 2024     | Einbindung in die Schnellzugriffsfunktion des Betriebssystems, Autostart unter Linux |
| 1.15.0 | 3. Februar 2025        | Neugestaltung der Benutzeroberfläche |

## Einsatzgebiete
Cryptomator kann aufgrund der Freien Lizenz sowohl privat als auch kommerziell in Unternehmen verwendet werden.
Privatpersonen können mit Cryptomator persönliche Daten wie Rechnungen und Fotos sicher in einer standardmäßig unverschlüsselten Cloud speichern. Insbesondere seit der NSA-Affäre legen viele Menschen Wert darauf, dass ihre Daten verschlüsselt werden.
Für Unternehmen wird eine spezielle Variante, Cryptomator Server, angeboten. Diese enthält erweiterte unternehmensrelevante Funktionen wie eine Benutzerverwaltung und wird als Docker-Image bereitgestellt. Sie befindet sich noch im Beta-Stadium. Für das Jahr 2022 wurde mit „Cryptomator Hub“ eine Erweiterung um ein Schlüsselmanagement für Organisationen angekündigt.

## Sicherheit
Wenn auf eine verschlüsselte Datei zugegriffen wird, wird diese von Cryptomator in diesem Moment entschlüsselt und im virtuellen Laufwerk bereitgestellt. Es werden keine unverschlüsselten Versionen der Dateien auf der Festplatte gespeichert. Neben den Dateien selbst werden auch die Dateinamen und Pfadnamen verschlüsselt. Bei der Verschlüsselung kommt der Verschlüsselungsalgorithmus AES-256 zum Einsatz. Durch die Quelloffenheit der Software können Hintertüren ausgeschlossen werden.
Bei Cryptomator selbst wird kein Benutzerkonto benötigt. Selbst wenn das Unternehmen nicht mehr existieren würde, könnten alle Dateien noch entschlüsselt werden.

## Geschäftsmodell
Die Desktop-Version von Cryptomator inklusive des Quellcodes ist unter Einhaltung der General Public License für alle frei verwendbar. Gegen eine Bezahlung kann ein dunkles Design aktiviert werden. Vorher wurde die Entwicklung durch ein „Pay what you want“-Verfahren finanziert, bei dem man vor dem Download optional einen beliebigen Betrag für die Software bezahlen konnte.
Die mobilen Apps von Cryptomator im AppStore und bei Google Play kosten einen festen Betrag. Die Android-App kann alternativ direkt über die Website erworben werden oder über das F-Droid Repository, so dass kein Google-Konto benötigt wird. Der Quellcode der Android-App ist seit Version 1.5, der der iOS-App seit Version 2.0 unter Einhaltung der General Public License für alle frei verwendbar auf GitHub zu finden.

## Rezeption
Auf der CEBIT 2016 wurde Cryptomator mit dem Sonderpreis für Usable Security and Privacy ausgezeichnet. Gelobt wurde die einfache Bedienung über mehreren Plattformen hinweg sowie die hohe Sicherheit der quelloffenen Software.